# Iタウンページ
iタウンページ（アイ・タウンページ）は、NTTタウンページ株式会社が運営する、日本全国約500万件（2023年3月時点）のお店・施設・会社情報が検索できるウェブサイトである。サイトは無料で利用可能。

## 概要

### 機能
業種と地域の2つの検索条件を、検索窓やリンクから指定し、両方の条件が指定された時点で条件に一致するお店・施設・会社が一覧表示される。
業種の条件については、業種名以外にキーワード（掲載情報に含まれる単語）も検索条件に指定できるほか、複数業種にまたがるジャンルを検索条件に指定できる場合もある。
地域の条件については、何県何市の何町といった細かいところの条件まで絞り込みができるほか、住所以外に駅名や、使用端末より検出された現在地情報の市区町村、といった条件も指定できる。

### 歴史
- 1996年12月 - サービスを開始。[4]
- 1999年2月22日 - NTTドコモが提供する「iモード」でサービス提供開始。
- 2001年6月7日 - NTTグループ以外の通信事業者（au）でサービス提供開始。
- 2016年12月 - 公式サイトが常時SSL化（常時HTTPS化）された。[5]。

### 関連サイト
iタウンページに関連するほかのウェブサイトについては、「NTTタウンページ#サービス・商品」のITサービスの項を参照。